# 俊子内親王
俊子内親王（としこないしんのう、天喜4年（1056年） - 天承2年閏4月5日（1132年5月21日））は平安時代中期から後期にかけての女性。樋口斎宮と称された。

## 来歴
後三条天皇の東宮時代に第二皇女として生まれ、母は御息所藤原茂子。治暦4年（1068年）8月14日、父の天皇即位にともない、兄の貞仁（後の白河天皇）、姉の聡子、妹の佳子・篤子とならんで親王宣下を受けた。延久元年（1069年）2月9日伊勢斎宮に卜定され、延久3年（1071年）9月23日群行したが、翌延久4年（1072年）12月30日後三条天皇の譲位により斎宮を退下した。天承2年（1132年）閏4月5日、77歳で死去した。二品であった。内親王に仕えた俊子内親王家河内（前斎宮河内）はたびたび歌合に出詠した歌人であり、俊子内親王家大進も勅撰歌人である。

## 参考資料
- 『大日本史料』3編903冊、本朝皇胤紹運録